# Вила Тучи (Кјети)
Вила Тучи је насеље у Италији у округу Кјети, региону Абруцо.
Према процени из 2011. у насељу је живело 438 становника. Насеље се налази на надморској висини од 211 м.